# Décomposition de Blinder-Oaxaca
La décomposition de Blinder-Oaxaca est une méthode statistique d'économétrie permettant d'expliquer les différences salariales observées entre deux groupes distincts. Initialement cette méthode a été développée pour décomposer la différence de salaire entre les hommes et les femmes sur le marché du travail en une part qui peut être expliquée par des variables observables (par exemple le niveau d'éducation et le niveau d'expérience) et une part qui ne peut pas être expliquée par des variables observables. La méthode a été développée simultanément par Alan Blinder et Ronald Oaxaca dans deux articles distincts en 1973.

## Objectif et contenu
La formule a été imaginée après de nombreux travaux de prédécesseurs tentant de chiffrer la part discriminatoire des inégalités salariales entre Blancs et Noirs aux États-Unis. L'objectif de la méthode d'analyse par régression linéaire est d'expliquer par des caractéristiques sociales les composantes d'écarts de salaires entre deux groupes, en raisonnant « toutes choses égales par ailleurs » et en faisant abstraction des barrières discriminatoires ou ségrégation sociale, qui sont traitées par d'autres pans de l'économétrie. La part non expliquée est généralement considérée comme une discrimination,.
La méthode initiale a été développée dans le cadre d'un modèle linéaire mais le modèle peut être étendu à des modèles non-linéaires comme les modèles logit ou probit.